# Sisyra arndti
Sisyra arndti är en insektsart som beskrevs av Navás 1925. Sisyra arndti ingår i släktet Sisyra och familjen svampdjurssländor. Inga underarter finns listade i Catalogue of Life.